# Arturia
 (novembre 2022).
Il peut être nécessaire de l'améliorer pour respecter le principe de neutralité de point de vue. Veuillez consulter la page de discussion pour plus de détails.

 (août 2019).
 (juin 2012).

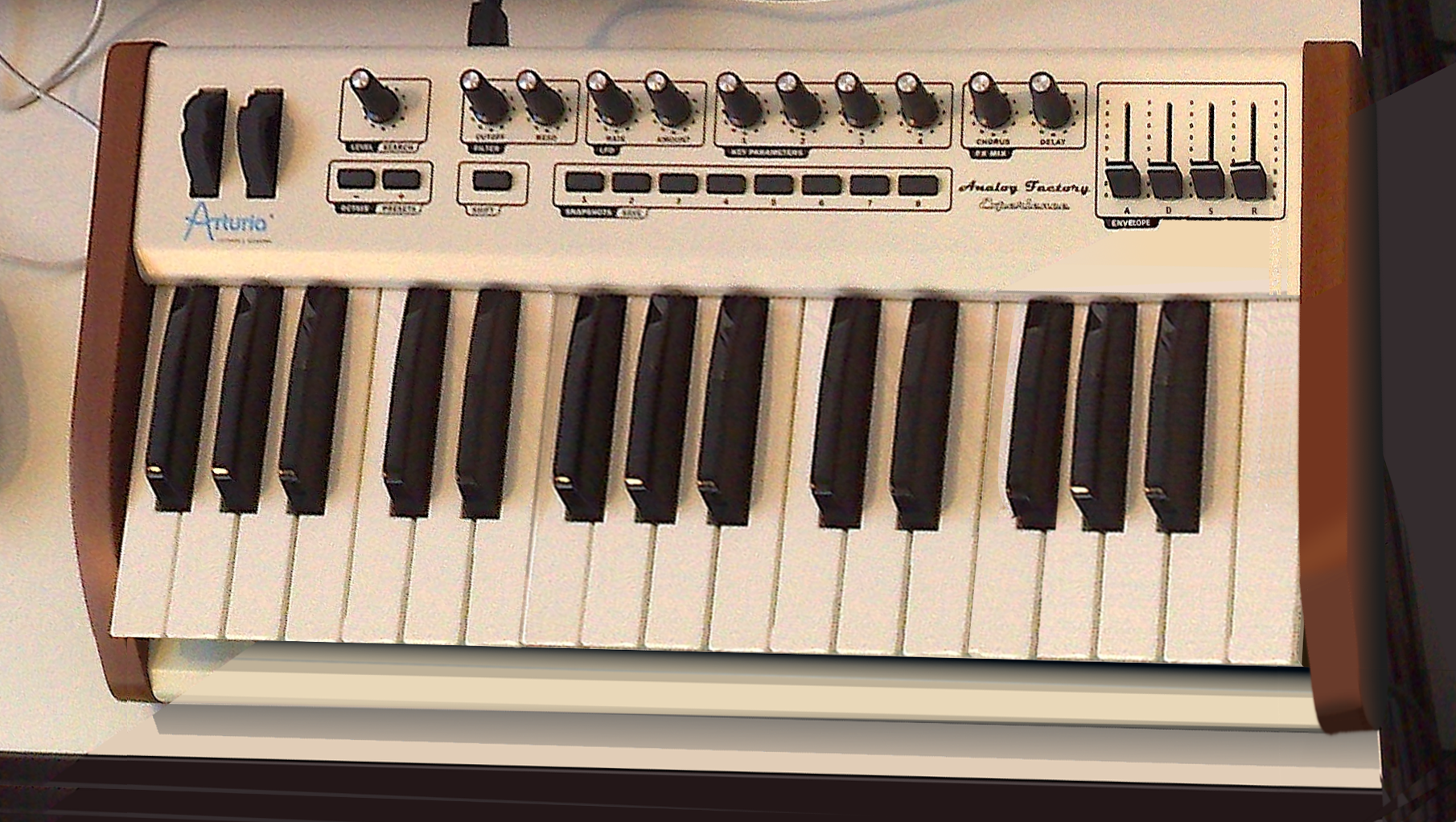
Arturia Analog Factory Experience

Arturia est une société informatique spécialisée dans la musique et la synthèse sonore et également un fabricant d'instruments de musique électroniques numériques et analogiques. Basée à Grenoble, la société développe des reproductions logicielles d'anciens synthétiseurs réputés, mais aussi des claviers MIDI, des contrôleurs, des synthétiseurs analogiques et des interfaces audio.

## Histoire
Arturia est fondée à Grenoble en 1999 par deux ingénieurs de l'INPG, Frédéric Brun et Gilles Pommereuil.
À partir de 2003, Arturia se spécialise dans l'émulation logicielle de synthétiseurs analogiques réputés. Pour concevoir les versions virtuelles de ces instruments, un logiciel propriétaire est développé, le « TAE » (pour True Analog Emulation), un algorithme qui vise à une reproduction aussi réaliste que possible du comportement des circuits analogiques.
En 2007, Arturia regroupe plusieurs de ses synthétiseurs VSTi dans la suite logicielle Analog Factory, puis Analog Experience l'année suivante, un système combinant le logiciel avec un clavier MIDI spécialement conçu pour le jouer et le contrôler.
En 2009 Arturia entre sur le marché des synthétiseurs physiques.

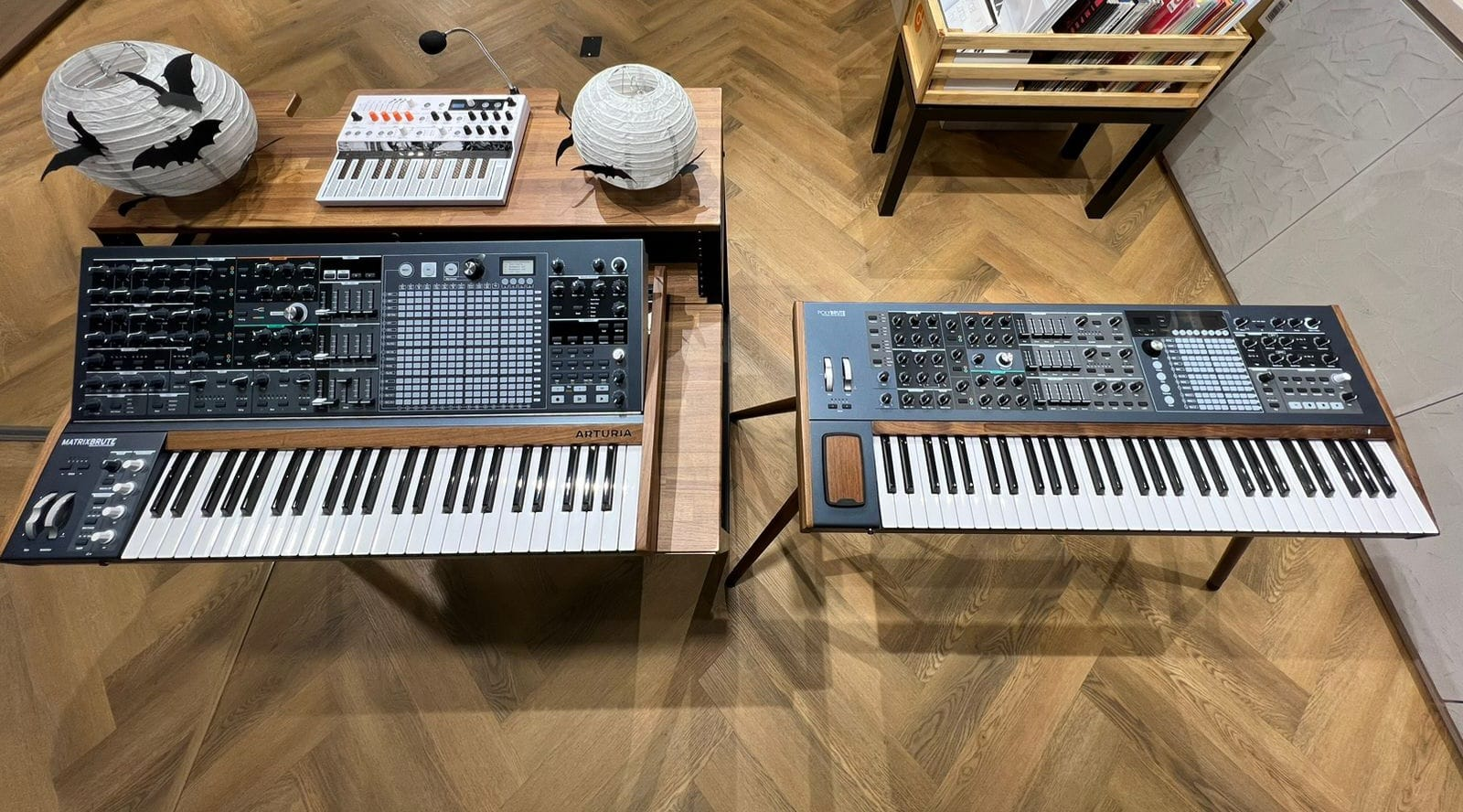
Synthétiseurs PolyBrute (à droite) et MatrixBrute (à gauche).

En 2015, Arturia lance une carte son compacte à 2 entrées et 4 sorties.
En 2016, Arturia sort le modèle KeyStep, un contrôleur MIDI de 32 touches, axé sur le séquençage externe avec une grande connectivité. Arturia étend ensuite cette gamme, qui comprend désormais le KeyStep Pro sorti lors du NAMM 2020, le BeatStep Pro et le KeyStep 37.
En 2016, Arturia sort le DrumBrute, une boîte à rythmes analogique programmable.

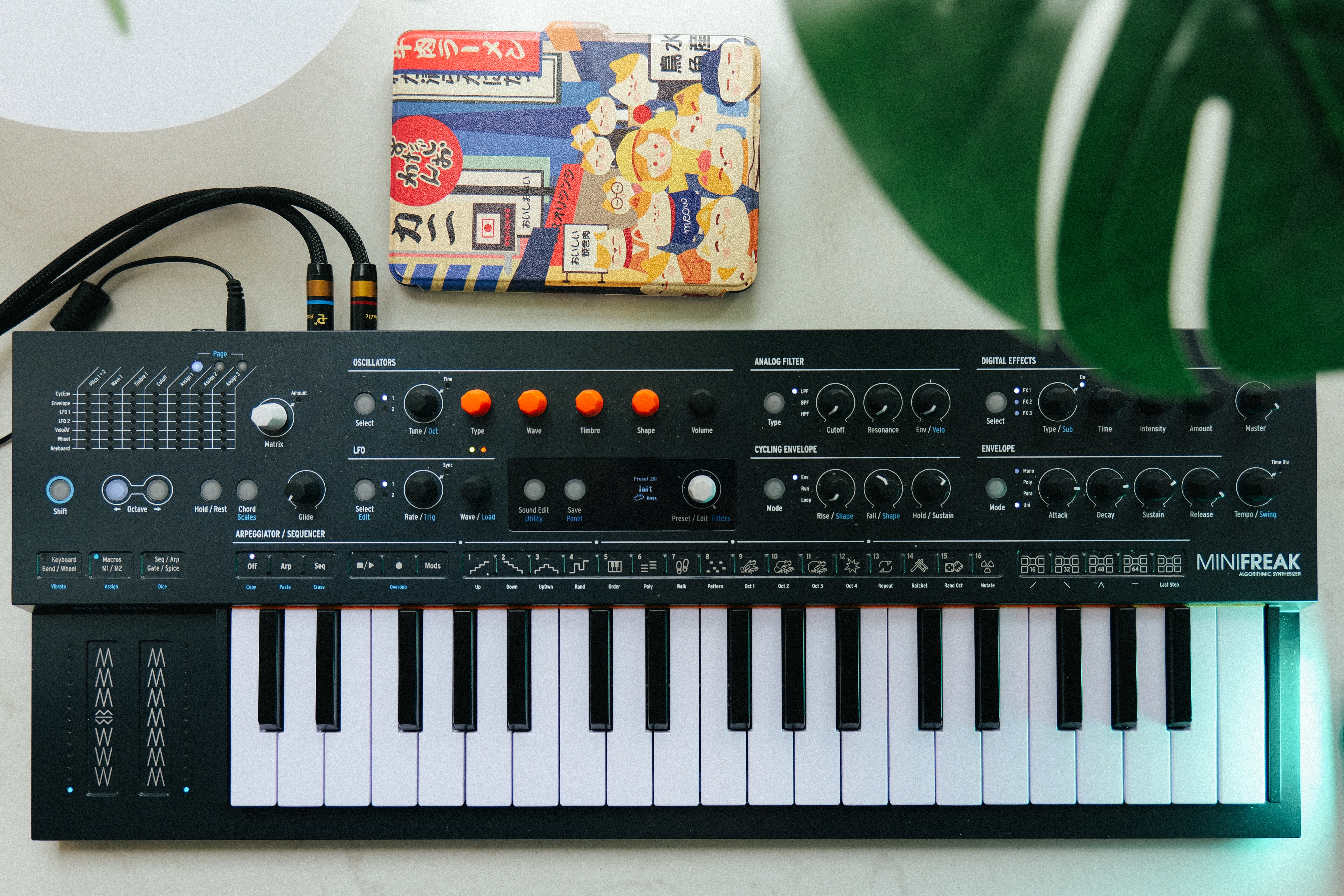
Arturia MiniFreak.

En 2019, Arturia propose le MicroFreak, un synthétiseur.
En 2020, Arturia se lance sur le marché des synthétiseurs analogiques polyphoniques en sortant le PolyBrute.

### Logiciels
Arturia est connue pour sa V Collection, logiciel composé d'instruments recréés virtuellement, qui ont marqué l'histoire de la production musicale à partir des années 1960,,. Parmi eux, on retrouve le Mellotron, le Minimoog ou le Music Easel de Buchla.
En décembre 2018, Arturia crée Pigments, son premier VSTi qui n'est pas une émulation d'un instrument réel, et se place en concurrent de produits comme Massive (NI) ou Serum (Xfer Records). Depuis, Arturia a également sorti des effets virtuels originaux qui vont donc au delà des copies habituelles d'effets (EFX fragments, Dist Coldfire, Rev Intensity, Delay Eternity).

#### Synthétiseurs virtuels
Émulation logicielle de synthétiseurs ou instruments analogiques :
- ARP2600 V[16]
- CS-80 V[17]
- Minimoog V[18],[19]
- Modular V
- SEM V[20]
- Prophet V[21],[22]
- Vox Continental V[23]
- Farfisa V
- Wurlitzer V[24]
- Jupiter-8 V[25]

#### Boîtes à rythmes virtuelles
- Spark[26]
- SparkLE[27]

#### Synthétiseurs
- MicroFreak
- MiniFreak
- MicroBrute[28]
- MiniBrute
- MatrixBrute
- PolyBrute
- PolyBrute 12
- Origin[29]

#### Boîtes à rythmes
- DrumBrute[30]
- DrumBrute Impact

#### Contrôleurs MIDI
- BeatStep[31]
- KeyLab 88 MK II[32]
- KeyStep 37[33]
- KeyStep Pro[34]

#### Interfaces audio
- MiniFuse 1/2/4
- AudioFuse Studio/8 pre[35]

## Galerie

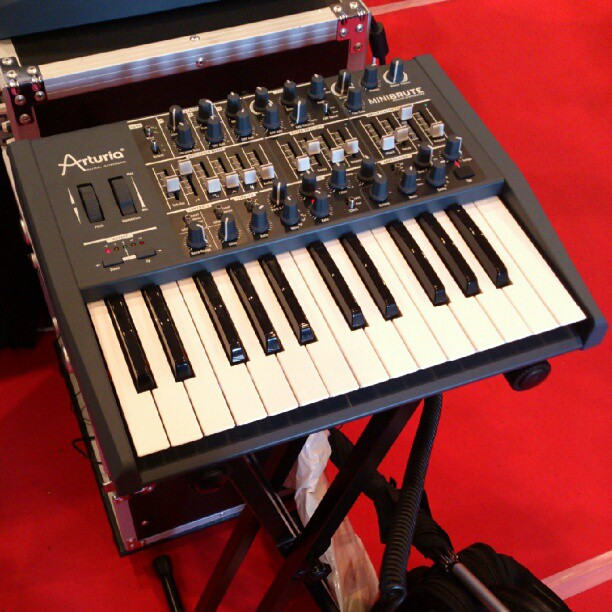
Arturia MiniBrute (2012).
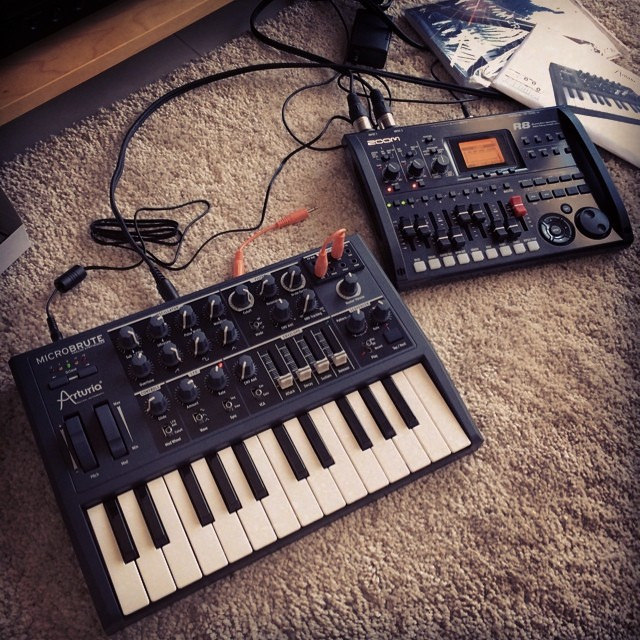
Arturia MicroBrute (2013) (à gauche) avec ZOOM R8.
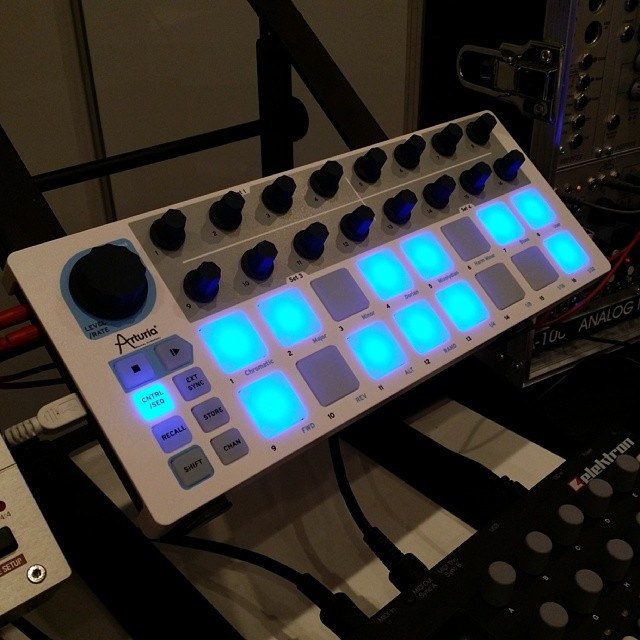
Arturia BeatStep (2014).
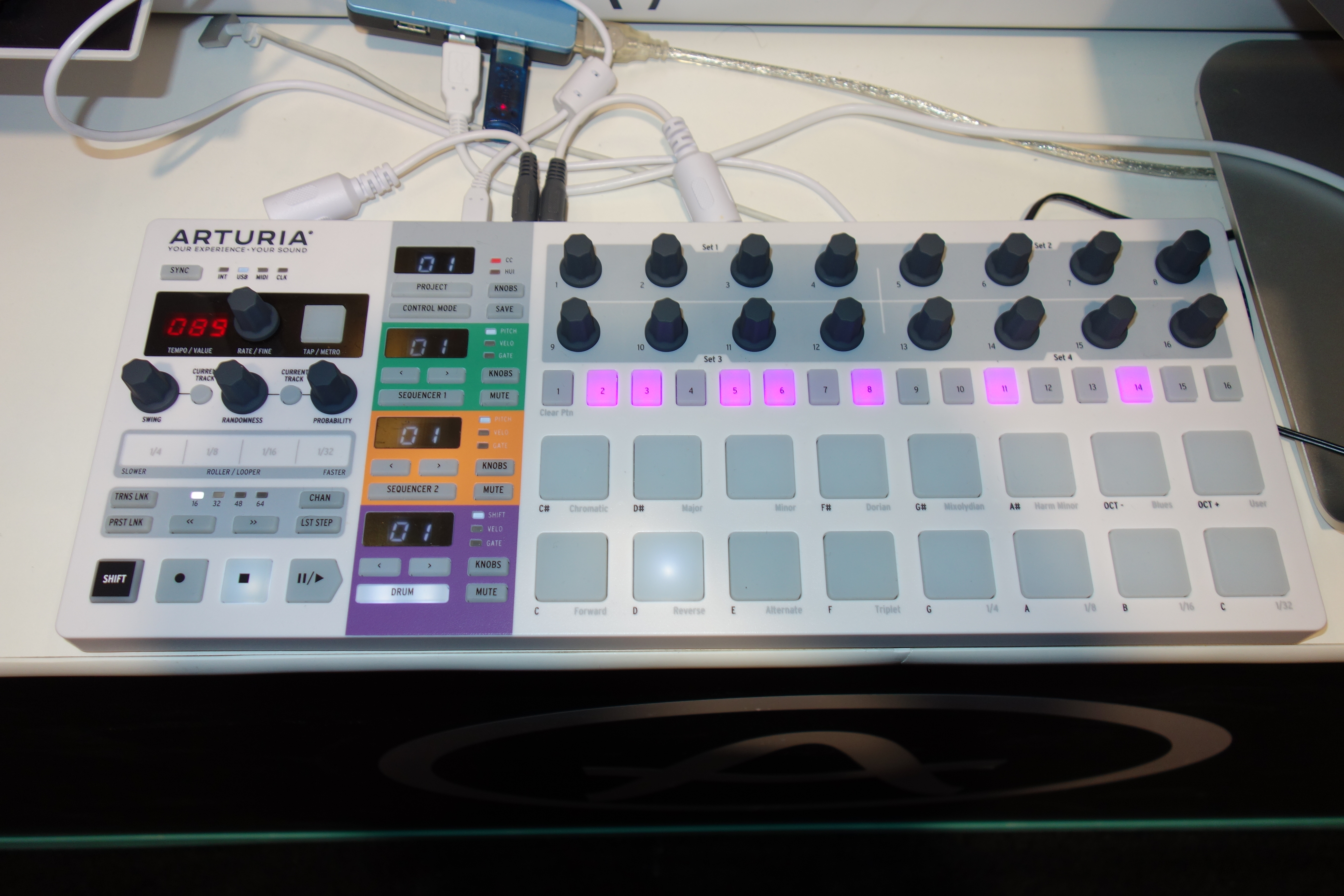
Arturia BeatStep Pro (2015).
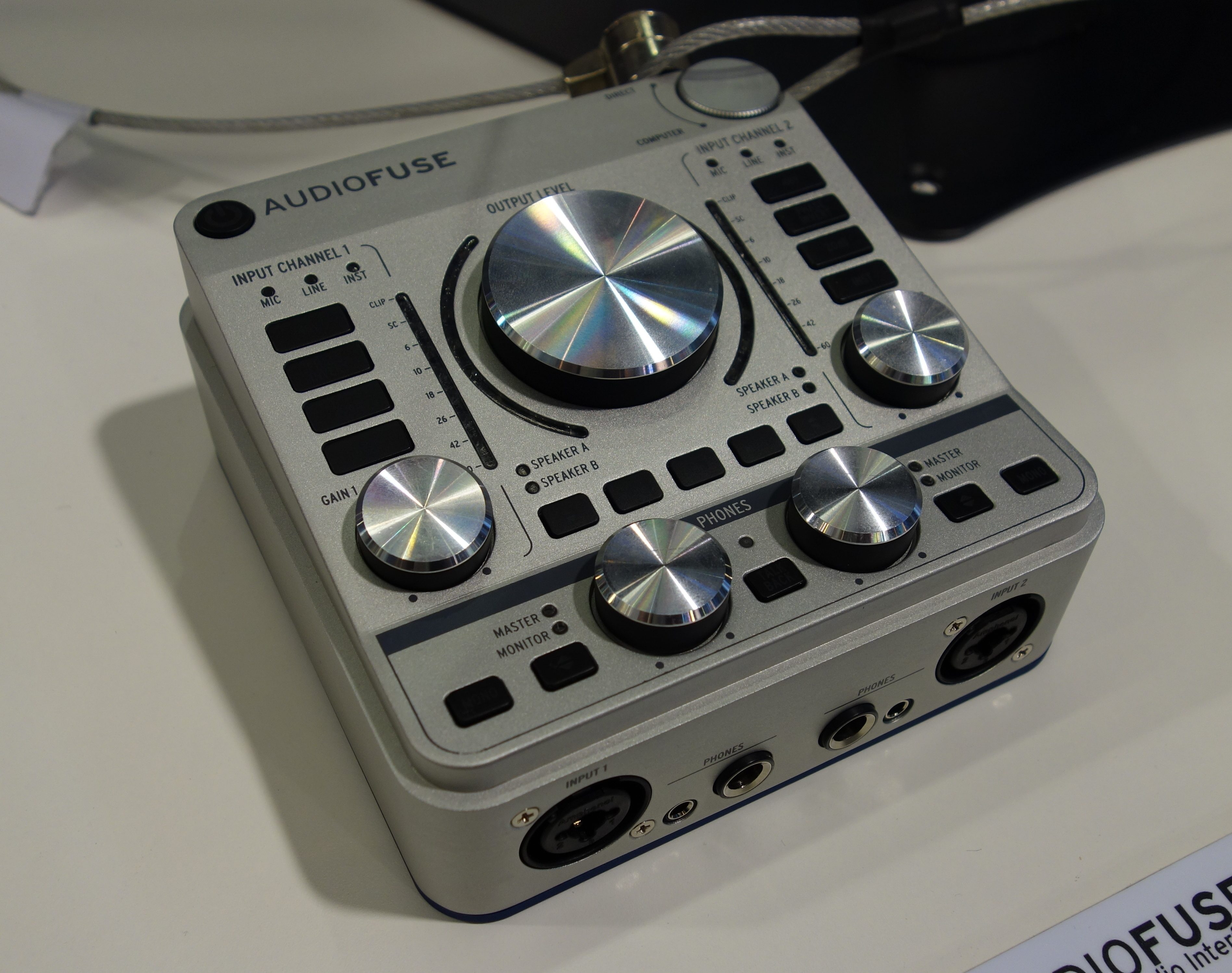
Arturia AudioFuse (2015).
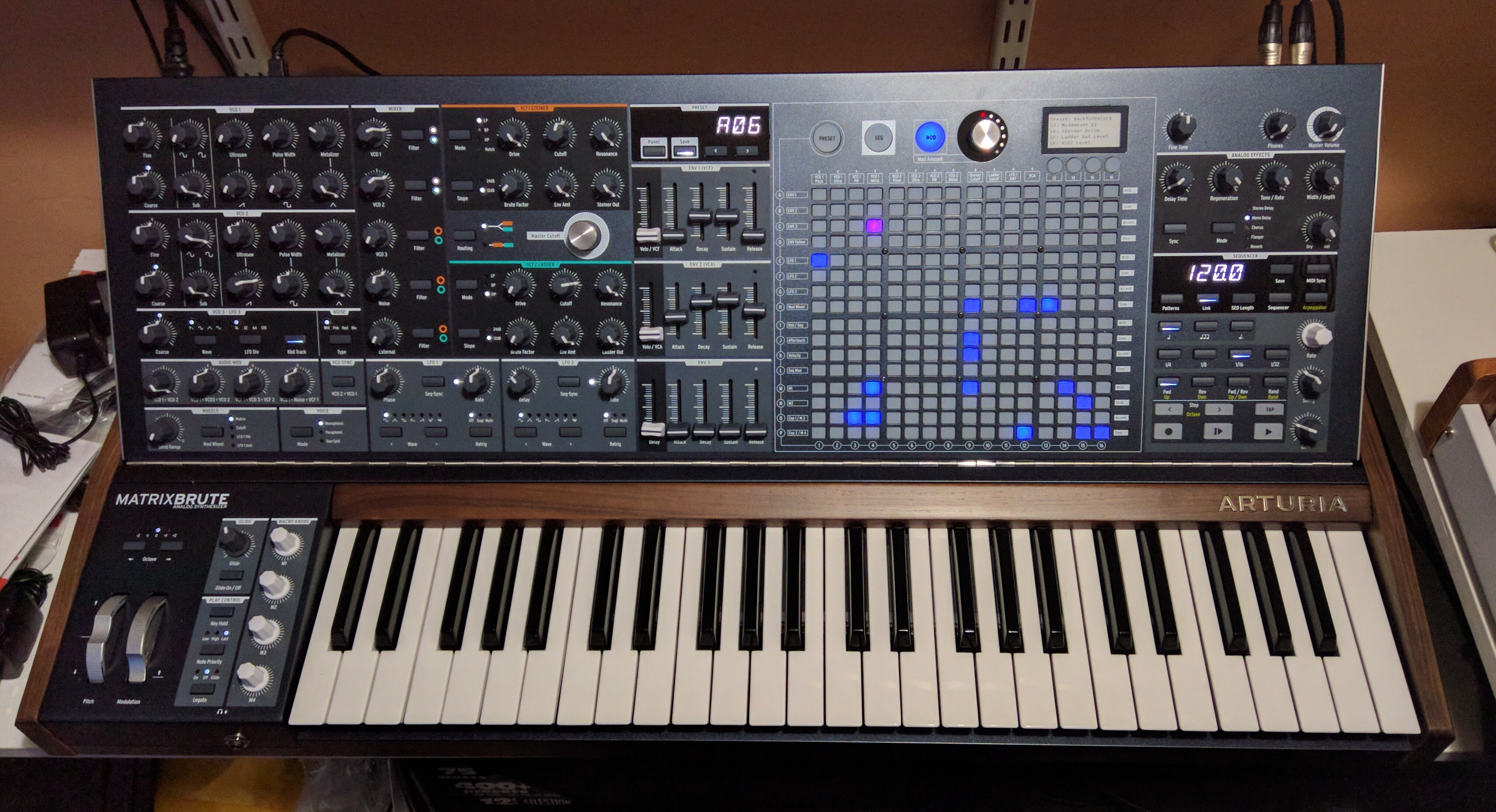
Arturia MatrixBrute (2016).
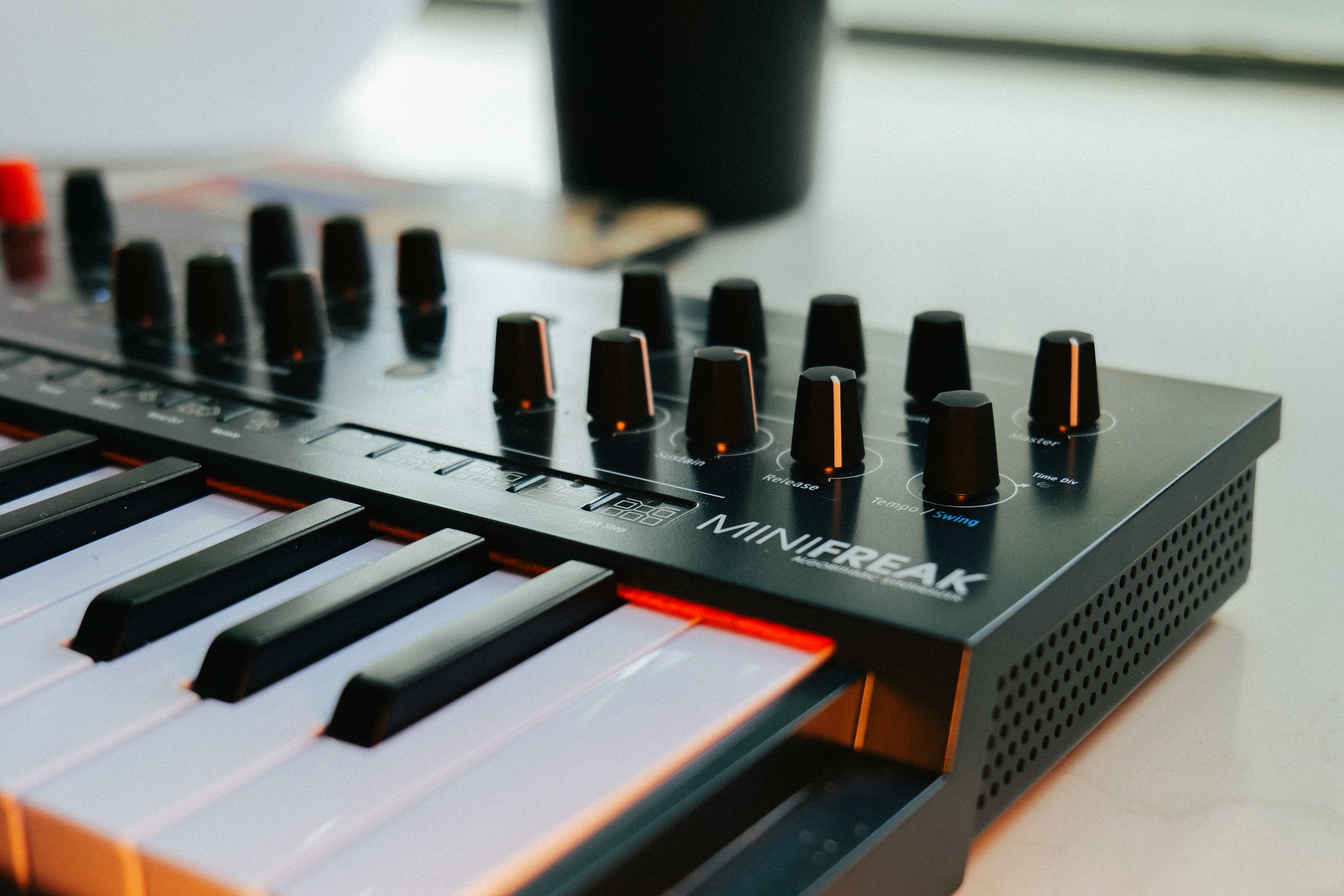
Arturia MiniFreak (2022).
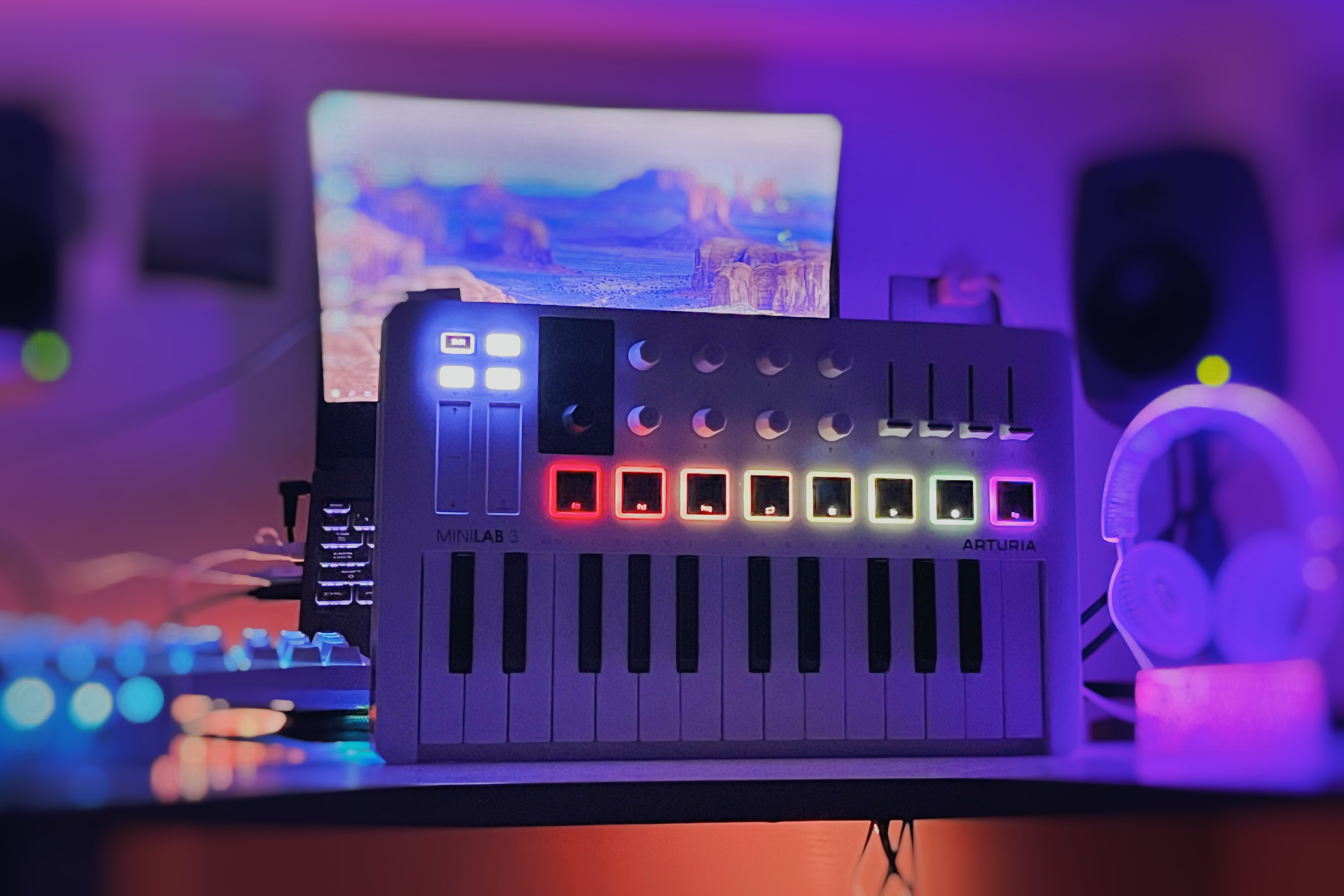
Arturia Minilab 3 (2022).
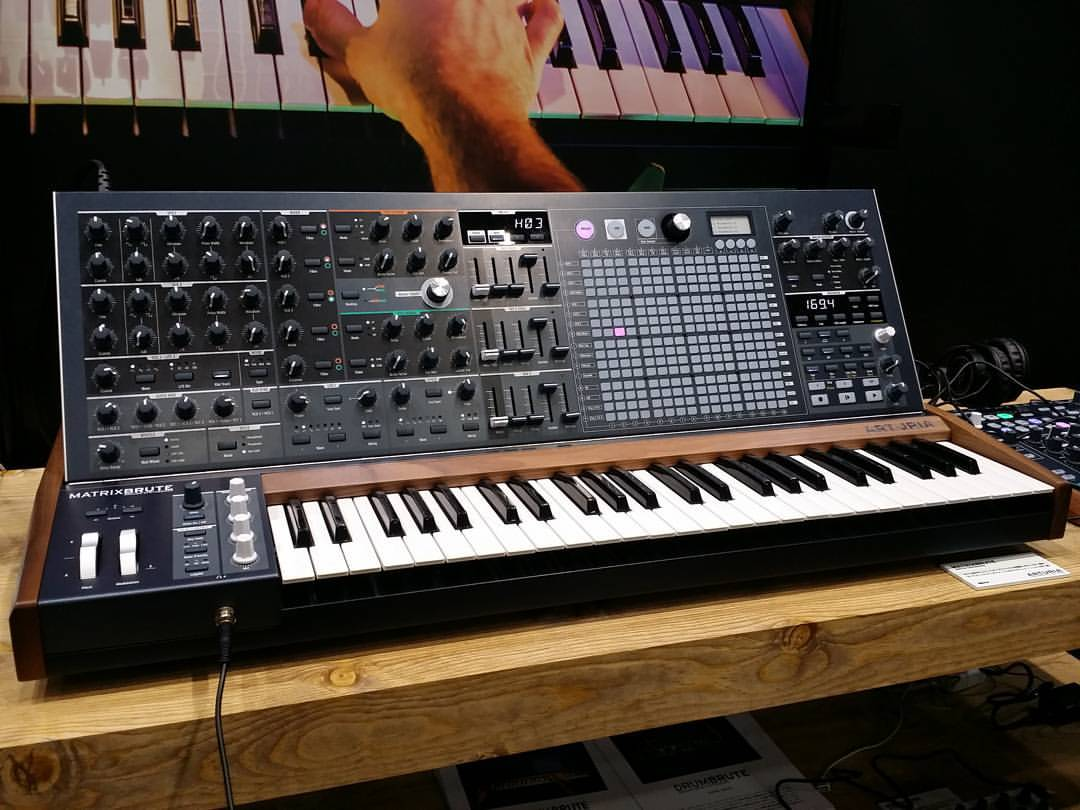
Arturia MatrixBrute (2016).
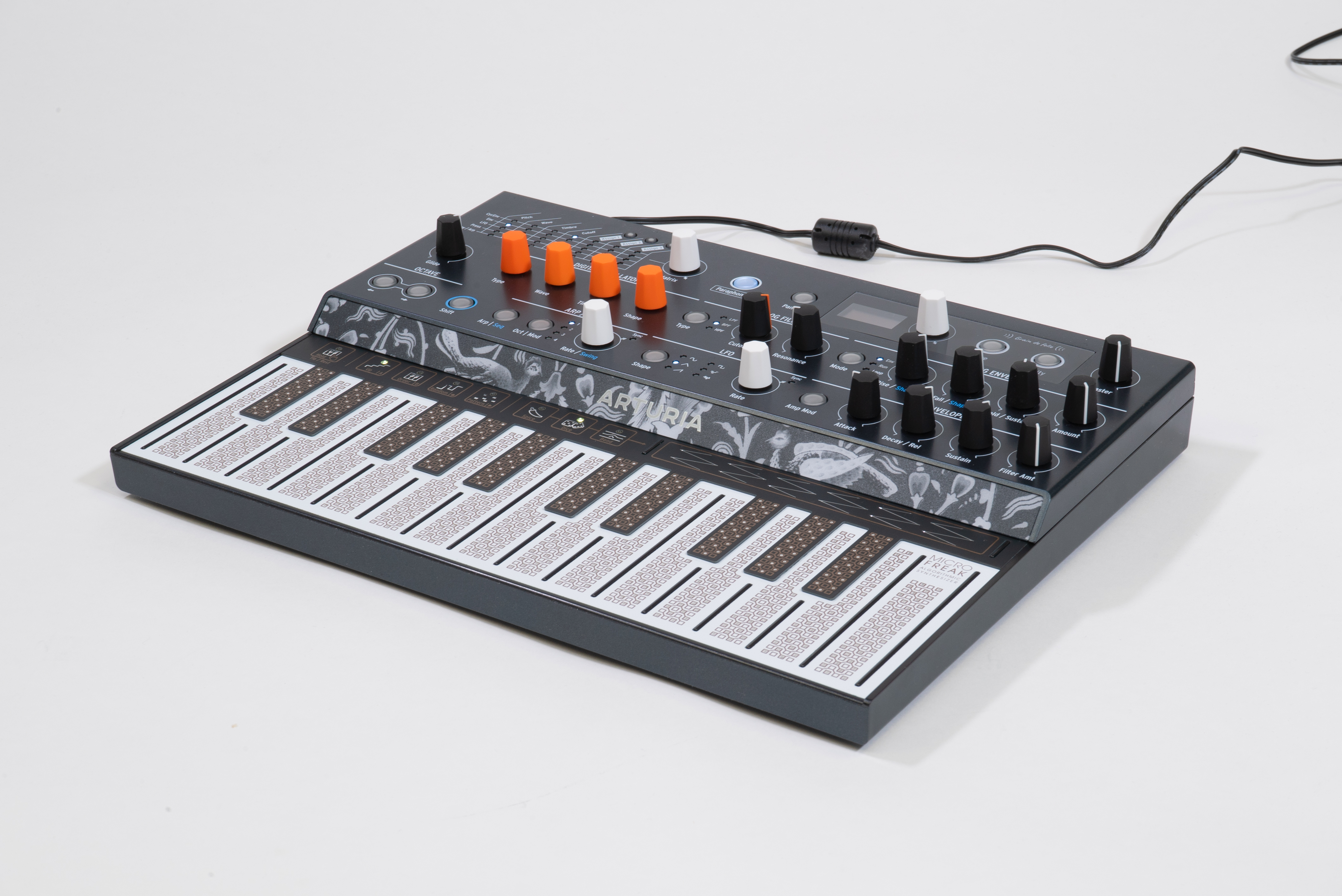
Arturia MicroFreak (2019).